# 44000 Lucka
44000 Lucka este o planetă minoră (asteroid), cu un diametru de 7,674 km, din centura de asteroizi. A fost descoperită pe 1 septembrie 1997 la Observatorul Kleť de Zdeněk Moravec⁠(d). 
Obiectul prezintă o orbită caracterizată de o semiaxă mare de 3,1061352918894 UAi, o excentricitate de 0,042609590722359, o înclinație de 13,138340756802 ° în raport cu ecliptica.